# Saint Antoine de Padoue (Vivarini)
Saint Antoine de Padoue est un tableau de la Première Renaissance italienne réalisé par le peintre de l'école vénitienne Antonio Vivarini. Exécutée sur bois, cette peinture chrétienne représente Antoine de Padoue en buste, une tige de lys à la main. Elle a probablement appartenu au registre supérieur du retable d'une église franciscaine de la région de Venise. Manifestement, elle relève en tout cas du même polyptyque que l'Archange Gabriel et le Saint Louis de Toulouse conservés comme lui au musée des Beaux-Arts de Tours, en France. Il s'agit d'un legs d'Octave Linet en 1963.

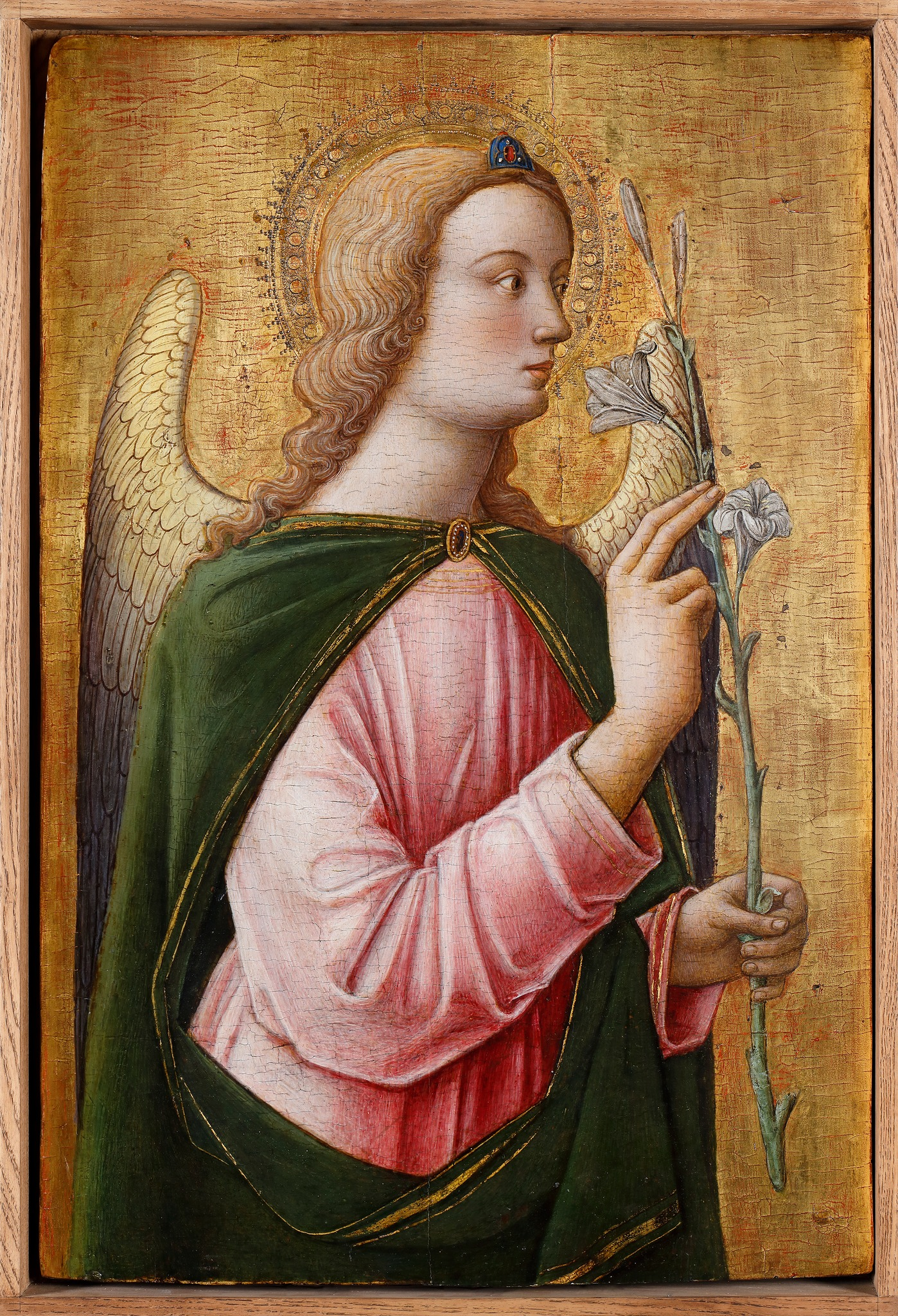
L'Archange Gabriel, musée des Beaux-Arts de Tours.
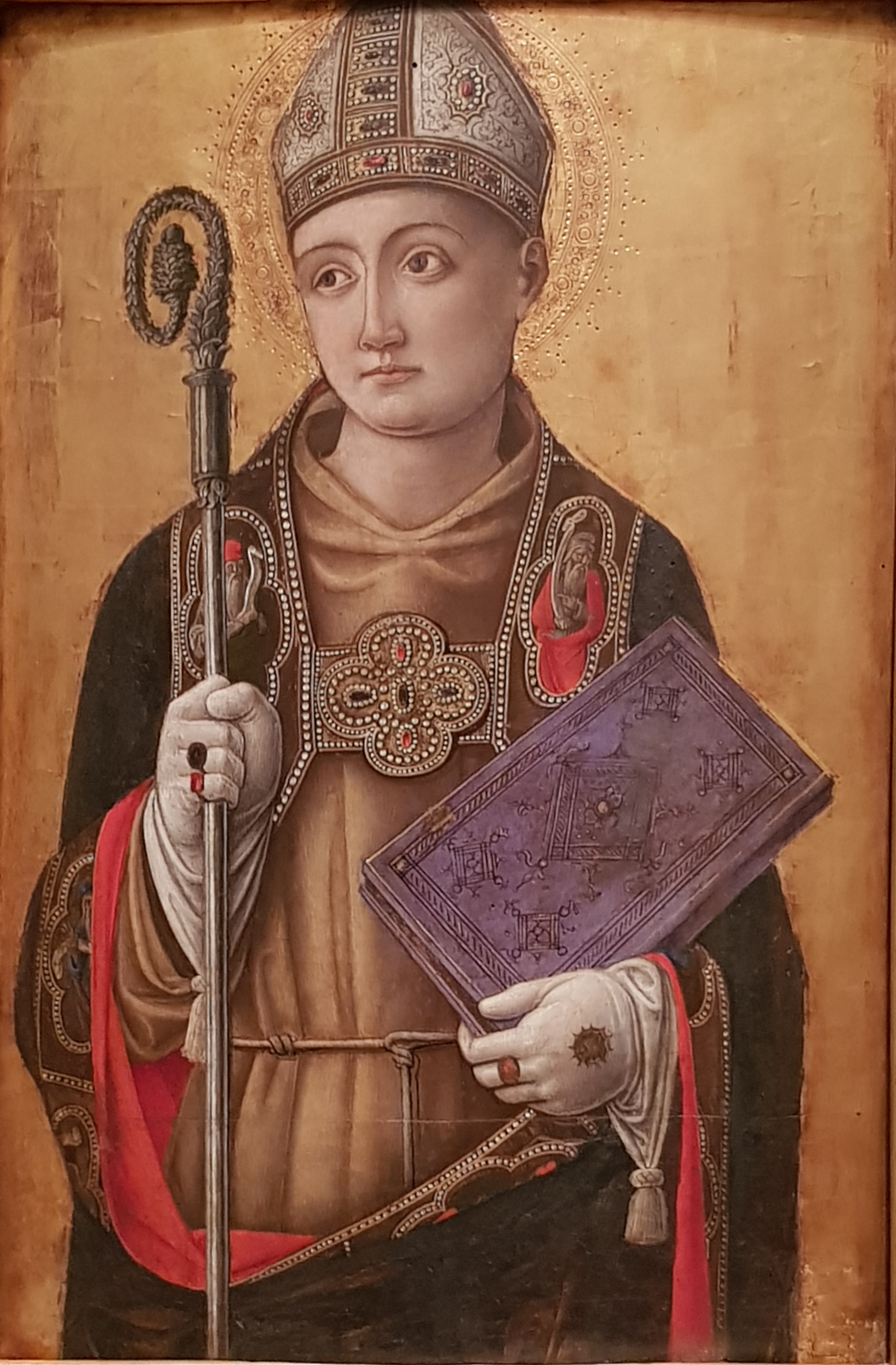
Saint Louis de Toulouse, musée des Beaux-Arts de Tours.